# Albrecht Burckhardt

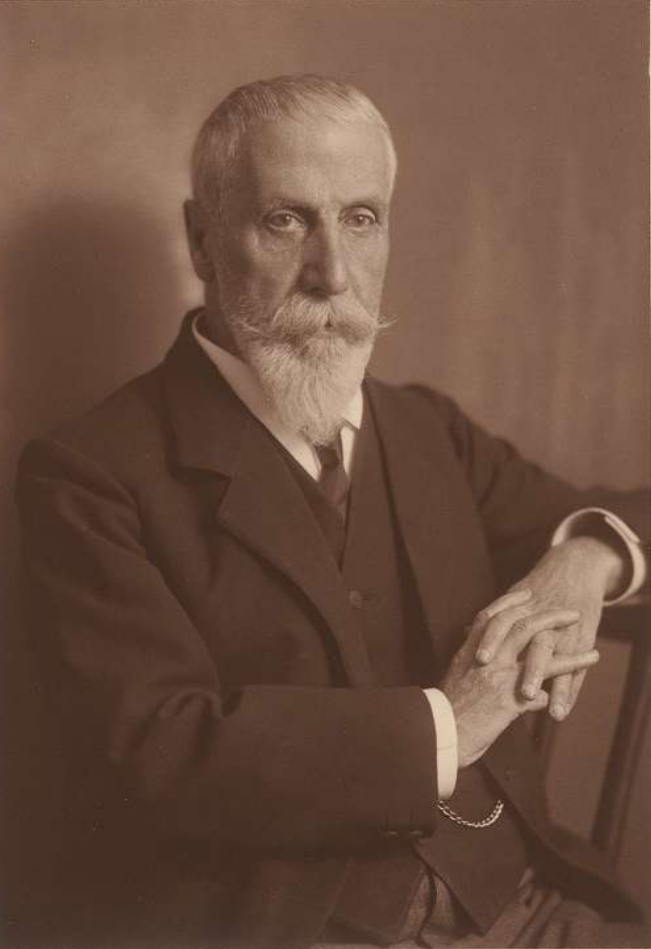
Albrecht. Burckhardt

Albrecht Eduard Burckhardt (auch Burckhardt-Friedrich; * 13. Juli 1853 in Basel; † 2. Dezember 1921 ebenda) war ein Schweizer Hygieniker und Medizinhistoriker.

## Leben
Der Sohn des Arztes August Burckhardt studierte Medizin an den Universitäten Basel, Tübingen und Göttingen. 1878 wurde er bei Hermann Immermann in Basel promoviert. 1882 wurde er für Hygiene und Toxikologie habilitiert und war fortan als Privatdozent an der Universität Basel tätig. 1892 übernahm er als ausserordentlicher Professor den neu geschaffenen Lehrstuhl für Hygiene. 1894 wurde er zum ordentlichen Professor und Vorsteher des neuen Hygienischen Instituts der Universität Basel ernannt. 1905 war er Rektor der Universität Basel.
Burckhardts Spezialgebiete waren gesundes Trinkwasser und die Schulhygiene. Er gehörte zu den Begründern der historischen Demografie in der Schweiz. Burckhardt publizierte auch zur Geschichte der Medizin und der Universität in seiner Vaterstadt.
Albrecht Burckhardt war ab 1884 mit Cécile Friedrich verheiratet.

## Schriften (Auswahl)
- Beiträge zur Kenntniss der Basler Typhusepidemie von 1877. 300 Beobachtungen gesammelt auf der medicinischen Klinik zu Basel. Basel 1878 (Dissertation, Universität Basel, 1878).
- mit Fridolin Schuler: Untersuchungen über die Gesundheitsverhältnisse der Fabrikbevölkerung in der Schweiz mit besonderer Berücksichtigung des Krankenkassenwesens. Aarau 1889.
- Demographie und Epidemiologie der Stadt Basel während der letzten drei Jahrhunderte, 1601–1900. Carl Beck, Leipzig 1908.
- Geschichte der medizinischen Fakultät zu Basel 1460–1900. Reinhardt, Basel 1917.